# Ludwig August Lebrun
Ludwig August Lebrun (Mannheim, 2 mei 1752 - Berlijn, 16 december 1790) was een Duits hoboïst en componist. 

## Levensloop
Zijn vader, die mogelijk Belg was, was hoboïst van het hof van keurvorst Karel Theodoor van Beieren in Mannheim vanaf 1747 of eerder. Ludwig kreeg hoboles van hem, en in 1764 speelde Lebrun op 12-jarige leeftijd al af en toe mee in het orkest. Hij werd officieel lid in 1767. 
Lebrun huwde de sopraan Franziska Dorothea Danzi, de zus van de componist Franz Danzi. Samen maakten ze tournees naar Milaan, Parijs, Londen, Wenen, Praag, Napels en Berlijn. Een aantal componisten componeerde voor het echtpaar aria's met obligaat-hobopartijen, zoals Ignaz Holzbauer, Antonio Salieri en Georg Joseph Vogler. 
Hij stond bekend om zijn mooie toon en omdat hij hogere noten kon spelen dan toen gebruikelijk was. Hij componeerde af en toe ook, voornamelijk soloconcerten voor hobo en orkest, en kamermuziek met hobo.

## Composities

### Werken voor orkest
- ca. 1787 6 concerten, voor hobo en orkest 
  1. Nr. 1 in d klein
    1. Allegro  Allegro
    2. Grazioso  Grazioso
    3. Allegro  Allegro

  2. Nr. 2 in g klein
    1. Allegro
    2. Adagio
    3. Rondo. Allegro

  3. Nr. 3 in C groot
    1. Allegro
    2. Adagio
    3. Rondo. Allegretto

  4. Nr. 4 in Bes groot
    1. Allegro
    2. Adagio
    3. Rondo. Allegro

  5. Nr. 5 in C groot
    1. Grave - Allegro
    2. Adagio
    3. Rondo. Allegro

  6. Nr. 6 in F groot 
    1. Allegro
    2. Adagio Grazioso
    3. Rondo. Allegro
- Concert Nr. 6 in G groot, voor dwarsfluit en orkest
- Concert in d klein, voor dwarsfluit en orkest, op. postuum
- Concert in Bes groot, voor klarinet en orkest

### Toneelwerken

#### Balletten
- Armida
- Adèle de Ponthieu

### Kamermuziek
- 1776-1777 Trio, voor 2 violen (of dwarsfluit en viool) en cello, op. 2 Nr. 1
- 1776-1777 Trio, voor 2 violen (of dwarsfluit en viool) en cello, op. 2 Nr. 2
- 1776-1777 Trio, voor 2 violen (of dwarsfluit en viool) en cello, op. 2 Nr. 3
- 1776-1777 Trio, voor 2 violen (of dwarsfluit en viool) en cello, op. 2 Nr. 4
- 1776-1777 Trio, voor 2 violen (of dwarsfluit en viool) en cello, op. 2 Nr. 5
- 1776-1777 Trio, voor 2 violen (of dwarsfluit en viool) en cello, op. 2 Nr. 6
- Duo, voor viool en altviool, op. 4 Nr. 1
- Duo, voor viool en altviool, op. 4 Nr. 2
- Duo, voor viool en altviool, op. 4 Nr. 3
- Duo, voor viool en altviool, op. 4 Nr. 4
- Duo, voor viool en altviool, op. 4 Nr. 5
- Duo, voor viool en altviool, op. 4 Nr. 6
- Trio, voor twee violen en cello, op. 1 Nr. 1 (opgedragen aan A Son Altesse Monseigneur le Prince Jerome de Radziwiłł)
- Trio, voor twee violen en cello, op. 1 Nr. 2 (opgedragen aan A Son Altesse Monseigneur le Prince Jerome de Radziwiłł)
- Trio, voor twee violen en cello, op. 1 Nr. 3 (opgedragen aan A Son Altesse Monseigneur le Prince Jerome de Radziwiłł)
- Trio, voor twee violen en cello, op. 1 Nr. 4 (opgedragen aan A Son Altesse Monseigneur le Prince Jerome de Radziwiłł)
- Trio, voor twee violen en cello, op. 1 Nr. 5 (opgedragen aan A Son Altesse Monseigneur le Prince Jerome de Radziwiłł)
- Trio, voor twee violen en cello, op. 1 Nr. 6 (opgedragen aan A Son Altesse Monseigneur le Prince Jerome de Radziwiłł)
- Fluitduetten

## Discografie
- Channel Classics  CCS 16198; Franziska Dorothea Lebrun • Ludwig August Lebrun: Oboe Concertos - Bart Schneemann • Radio Chamber Orchestra • Jan Willem de Vriend
- Channel Classics, CCS SA 21404; Ludwig August Lebrun: Oboe Concertos Vol. 2 - Bart Schneemann • Radio Chamber Orchestra • Jan Willem de Vriend,